# Badín
Badín (ungarisch Erdőbádony, bis 1902 Badin) ist eine Gemeinde in der Mittelslowakei mit rund 2000 Einwohnern (2017), die zum Okres (Bezirk) Banská Bystrica gehört und im Tal des Flusses Hron am Rand der Kremnitzer Berge liegt.

## Lage und Verkehr

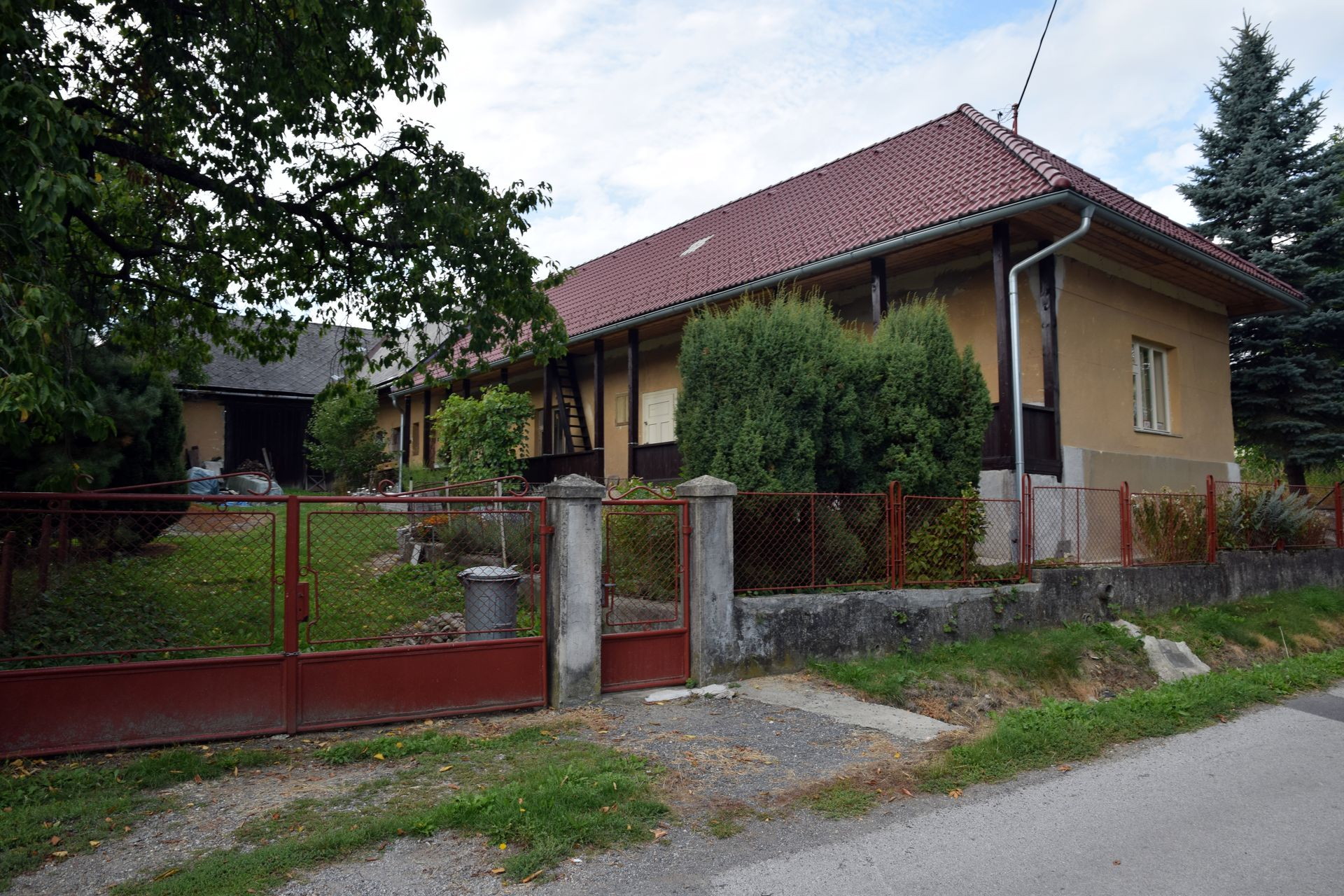
Typisches Gehöft in der Ortsmitte mit einem L-förmig angebauten landwirtschaftlichen Trakt im hinteren Bereich

Badín liegt auf einer Höhe von 373 Metern in der nord-südlich verlaufenden Talebene Zvolenská kotlina, die vom Hron durchflossen wird. Westlich des Ortes steigen die dicht bewaldeten Kremnitzer Berge allmählich bis zur durchschnittlichen Höhe zwischen 800 und 900 Metern an. In den Bergen befindet sich das 1913 ausgewiesene staatliche Naturreservat Badínsky prales („Badíner Urwald“).
Von der acht Kilometer nördlich gelegenen Kreishauptstadt Banská Bystrica verläuft die zur Autobahn ausgebaute Schnellstraße R1 an Badín vorbei durch das Tal zur Bezirkshauptstadt Zvolen im Süden, die rund zwölf Kilometer von Badín entfernt ist. Wenige 100 Meter östlich der R1 führt die Regionalstraße I/69 ungefähr parallel zu jener ebenfalls durch das Tal. Östlich der beiden Straßen und rund zwei Kilometer von Badín entfernt fließt der Hron nach Süden. Über eine Nebenstraße am Ostufer des Hron ist vier Kilometer südöstlich von Badín das Dorf Hronsek mit einer bedeutenden hölzernen Artikularkirche zu erreichen. Der südliche Nachbarort von Badín ist Sielnica. Zwischen Sielnica und Hronsek befindet sich an der breitesten Stelle der Talebene der Flughafen Sliač.
Nach Norden besteht ab der Ortsmitte von Badín eine direkte Straßenverbindung durch den auf halber Strecke gelegenen Ort Rakytovce nach Banská Bystrica. Auf dieser Route fährt mehrmals pro Stunde ein Linienbus von Banská Bystrica über Badín nach Hronsek. Die Personenzüge, die zwischen Banská Bystrica und Zvolen verkehren, halten nicht auf der Strecke.

## Geschichte
Der Ort wurde 1232 zum ersten Mal schriftlich als Badun erwähnt und stellte eine Wachsiedlung dar. Nach dem Verlust dieser Funktion beschäftigten sich die Einwohner hauptsächlich mit Landwirtschaft. Von 1580 bis 1657 war das Dorf von Türken besetzt. 1850 wurde die südöstlich am Hron gelegene Ortslage Tri Duby („drei Eichen“) eingemeindet. Tri Duby ist der frühere Name des Flughafens.

## Bevölkerung
| Jahr                | 1994 | 2004    | 2014     | 2024     |
| ------------------- | ---- | ------- | -------- | -------- |
| Anzahl der Personen | 1581 | 1694    | 1928     | 2152     |
| Unterschied         |      | +7,14 % | +13,81 % | +11,61 % |

| Jahr                | 2023 | 2024    |
| ------------------- | ---- | ------- |
| Anzahl der Personen | 2127 | 2152    |
| Unterschied         |      | +1,17 % |

## Ortsbild
Von der Einmündung der aus Banská Bystrica und Hronsek kommenden Straßen, in deren Nähe sich das Gemeindezentrum befindet, erstreckt sich der Ort entlang der Hauptstraße SNP und der Parallelstraße Laurinska leicht ansteigend nach Westen. Der alte Ortsbereich ist von typischen einstockigen Gehöften mit Walmdächern geprägt, die mit der Schmalseite zur Straße orientiert sind. Der höher gelegene hintere Ortsbereich ist ein Neubaugebiet mit großzügigen Einfamilienhäusern. Zum Industriegebiet in Autobahnnähe am südlichen Ortsrand gehören agrochemische Betriebe. Am Waldrand im Westen befinden sich ein großes Sägewerk und ein Schotterwerk.
Es gibt zwei Kirchen im Ort. Die spätklassizistische evangelische Kirche (Evanjelický kostol) an der Hauptstraße wurde 1865 als Saalkirche mit einem Glockenturm über dem Eingangsgiebel und einer für protestantische Kirchen typischen Empore errichtet.
Die klassizistische katholische Kirche (Katolícky kostol svätej Kataríny Alexandrijskej) nördlich der evangelischen stammt in ihrer heutigen Form vom Ende des 19. Jahrhunderts. Ursprünglich wurde sie 1397 als gotische Kirche gegründet. Dem annähernd quadratischen Betsaal schließt sich eine schmälere Apsis mit Rippengewölbe an. Die Fassade des Betsaals ist durch Pilaster zwischen den beiden Spitzbogenfenstern und ein Traufgesims gegliedert, während Strebepfeiler die Apsisecken verstärken. Erhalten geblieben sind Teile einer alten Wehrmauer mit Schießscharten von 1636. Der hölzerne Glockenturm von 1859 an einer Ecke der Wehrmauer wurde durch einen gemauerten Glockenturm ersetzt.
Ein weiterer, moderner Kirchenbau steht beim Friedhof am Nordrand des Ortes.

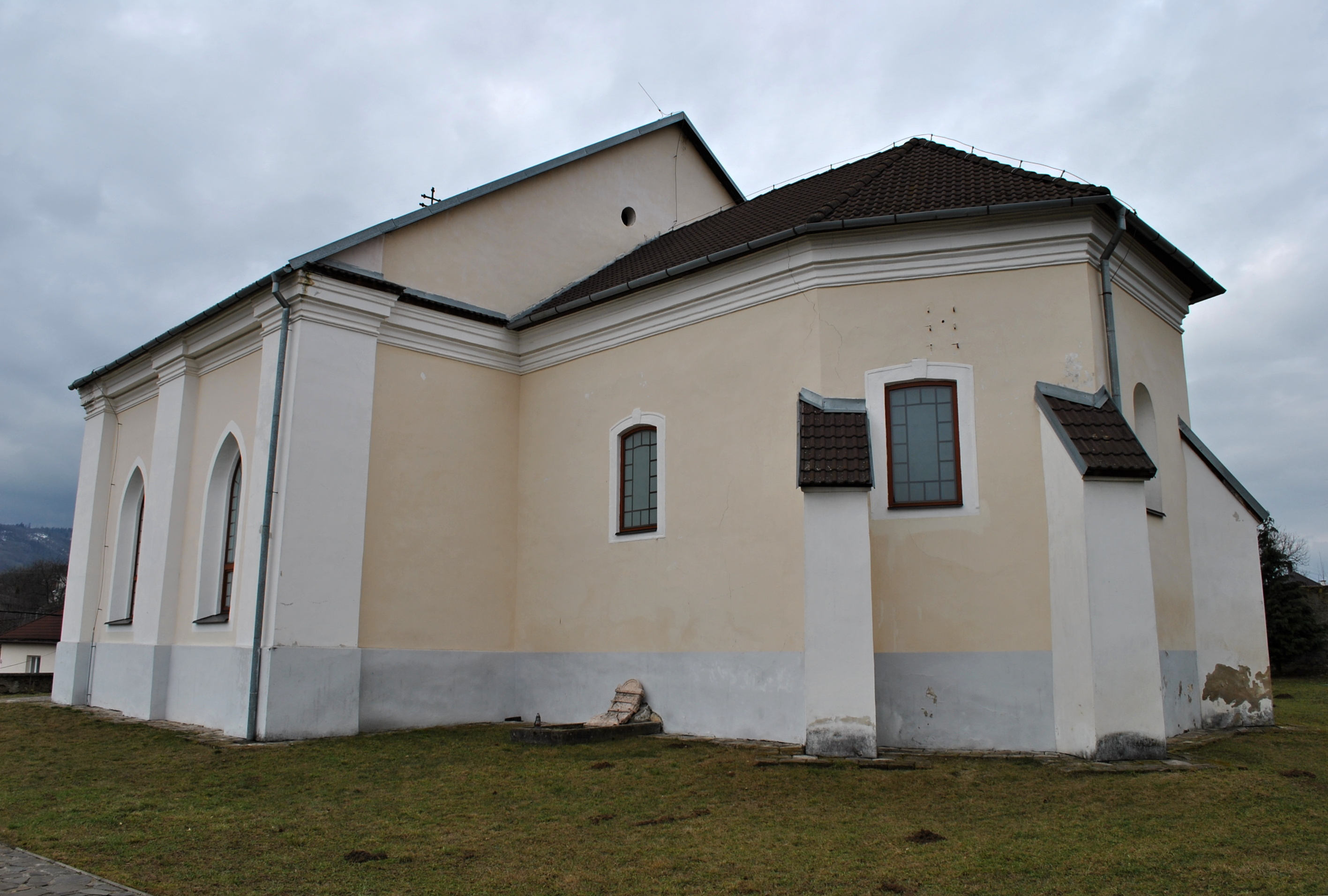
Katholische Kirche, Betsaal mit Apsis
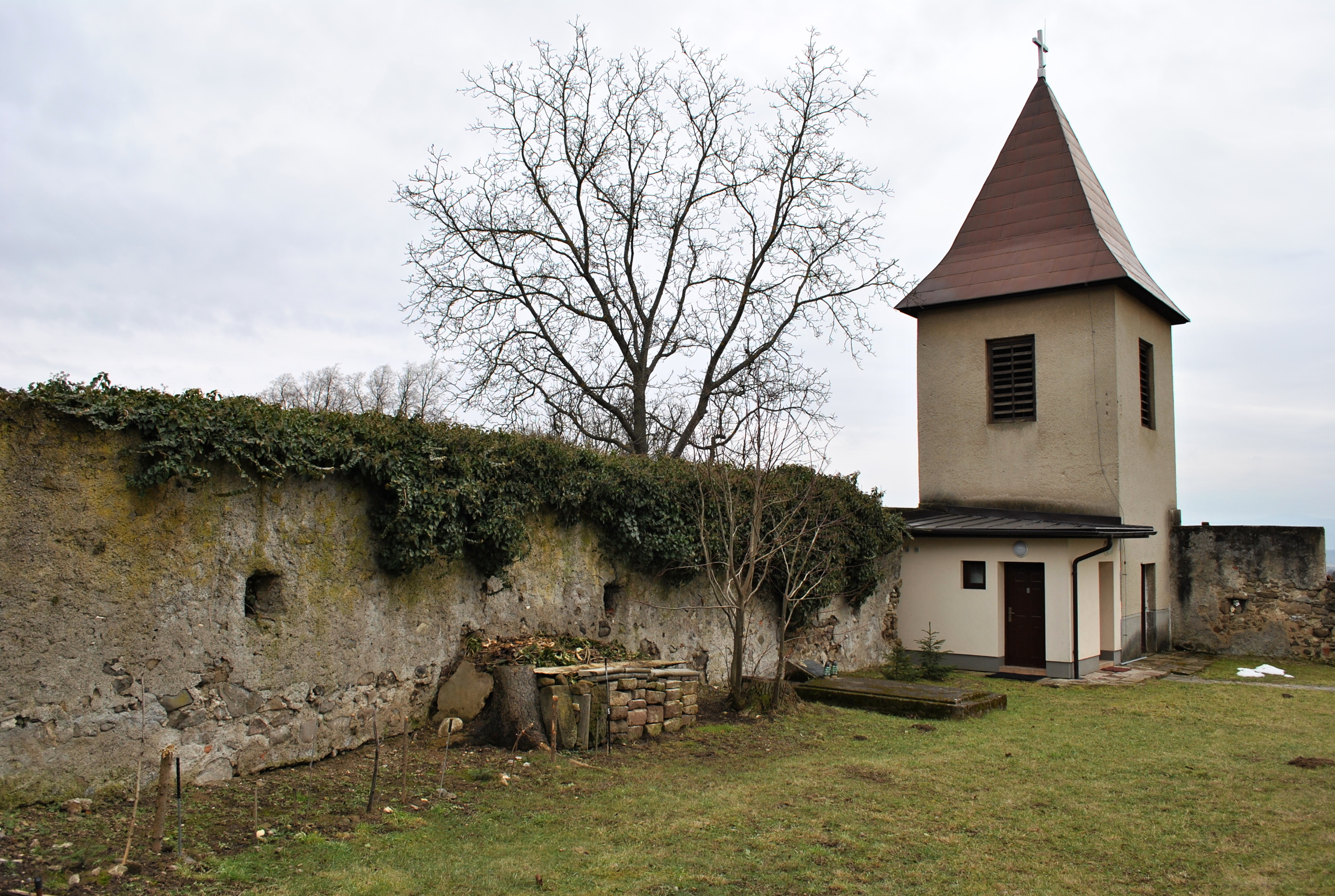
Rest der Wehrmauer und Glockenturm neben der katholischen Kirche
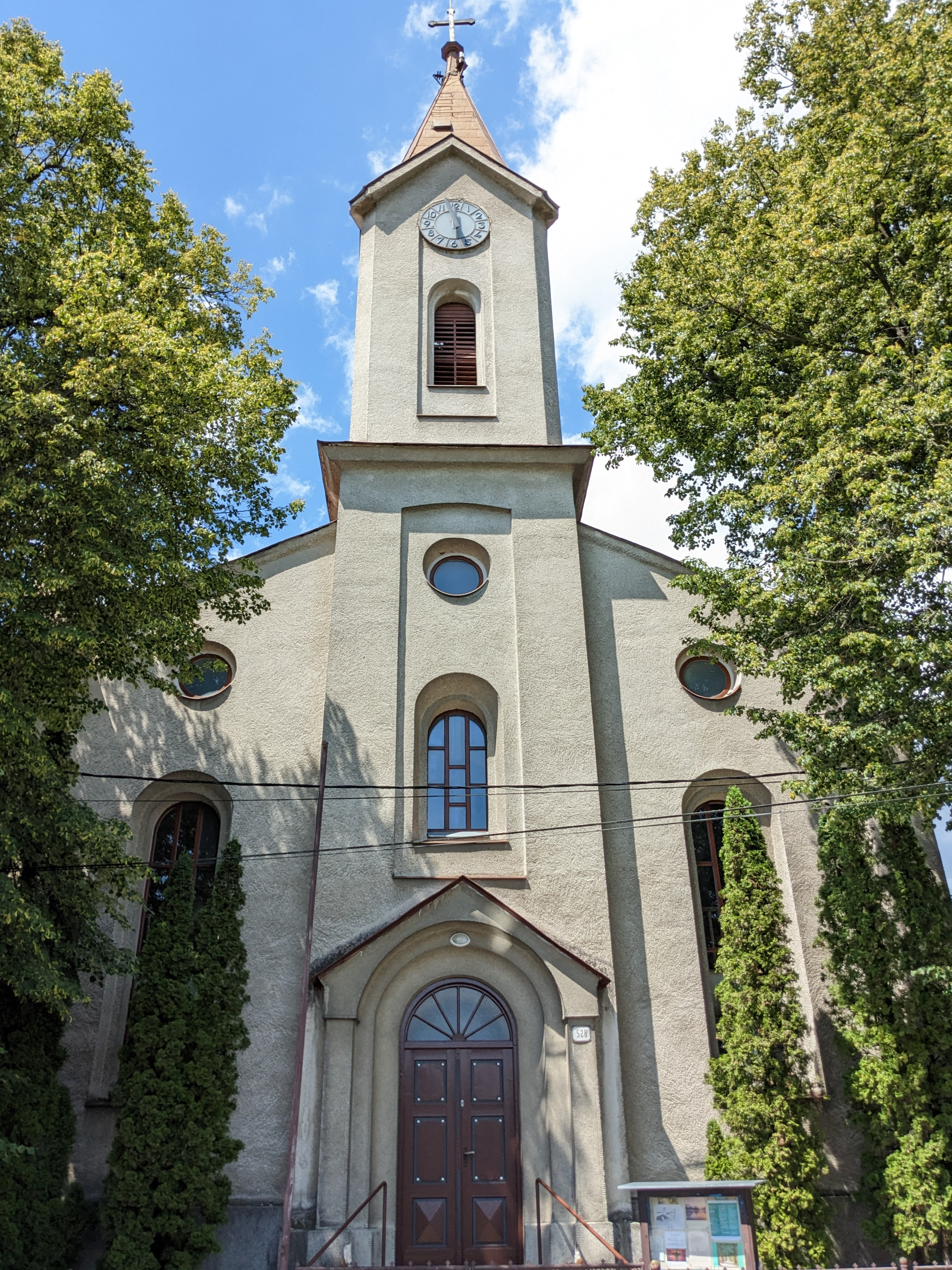
Evangelische Kirche

## Persönlichkeiten
- Hektor Kapustík (* 2007), Skispringer